# IC 20
IC 20 је лентикуларна галаксија у сазвјежђу Кит која се налази на листи објеката дубоког неба у Индекс каталогу.
Деклинација објекта је - 13° 0' 35" а ректасцензија 0h 28m 39,6s. Привидна величина (магнитуда) објекта IC 20 износи 14,2 а фотографска магнитуда 15,2. IC 20 је још познат и под ознакама MCG -2-2-21, NPM1G -13.0017, PGC 1755.